# Marienhöhe (Darmstadt)
Die Marienhöhe ist ein Berg im nordwestlichen Odenwald, am Ostrand von Darmstadt.
Der ca. 220 m hohe Berg in der Waldgemarkung Darmstadt ist teilweise bewaldet.
Ca. 500 m nördlich der Marienhöhe befindet sich die Ludwigshöhe.
Östlich der Marienhöhe befinden sich die Wilbrandhöhe und der Prinzenberg.
Am Südrand fließt der Hetterbach.
Am Westhang befindet sich der „Marientempel“ und das Schulzentrum Marienhöhe.